# سفیدماهی جویباری
سفید ماهی جویباری نوعی مهی از سفید ماهی است.
راسته : Salmoniformes
خانواده:Coregonidae
گونه:Lavaretus
جنس:Coregonus
مشخصات: تعداد خارهای آبششی بر روی کمان آبششی این ماهی به‌طور متوسط ۳۴-۳۰ عدد است. بر اساس شرایط محلی و نوع آب، شرایط زندگی متفاوت می‌باشد. این ماهی در منطقه دریای شمال دارای پوزه کشیده‌است . طول این ماهی تقریباً ۷۰ سانتی متر و وزن ان به حدود ۱۰ کیلو گرم می‌رسد . در دریاچه‌هایی که دارای مواد غذایی کمی هستند نوعی از این ماهی که دارای رشد کمی است دیده می‌شود و طولی برابر با ۲۰-۱۰ سانتی متر دارد.
زیست شناسی: زمان تخم ریزی آن‌ها بر حسب شرایط محلی و و نوع آب متفاوت است. غالباًدر ماه‌های بهمن و اسفند نوع مهاجر آن وارد دریای شرقی و آزوف می‌شود. غذای اصلی این ماهیان را پلانکتون‌ها تشکیل می‌دهند. انتشار این ماهیان در انگلستان، اسکاتلند، منطقه آلپ دریاچه‌های سوئد، فنلاند و شمال روسیه‌است . در رودخانه‌های سیبریه نیز نوعی از این ماهی زندگی می‌کند. 
ارزش اقتصادی: سفید ماهی جویباری در منطقه آلپ دارای اهمیت اقتصادی است. 